# Nelly, die Braut ohne Mann
Nelly, die Braut ohne Mann è un film muto del 1924 diretto da Frederic Zelnik.

## Produzione
Il film fu prodotto da Frederic Zelnik per la Zelnik-Mara-Film GmbH (Berlin), la casa di produzione creata da Zelnik insieme alla moglie, l'attrice Lya Mara.

## Distribuzione
Distribuito dalla Deulig-Verleih, uscì nelle sale cinematografiche tedesche presentato in prima a Berlino il 13 marzo 1924.